# Peter Knäbel
Peter Knäbel (ur. 2 października 1966 w Witten) – niemiecki piłkarz, a także trener.

## Kariera piłkarska
Knäbel jako junior grał w Borussii Dortmund oraz VfL Bochum. W 1984 roku został włączony do pierwszej drużyny Bochum, grającej w Bundeslidze. Zadebiutował w niej 15 września 1984 w przegranym 3:4 meczu z Borussią Mönchengladbach, w którym strzelił też gola. Zawodnikiem Bochum był do końca sezonu 1987/1988. Następnie odszedł do FC St. Pauli, także grającego w Bundeslidze. W sezonie 1990/1991 spadł z nim do 2. Bundesligi. Tam barwy St. Pauli reprezentował przez dwa sezony.
W 1993 roku Knäbel odszedł do 1. FC Saarbrücken (2. Bundesliga), gdzie spędził sezon 1993/1994. Następnie przeniósł się do TSV 1860 Monachium z Bundesligi. W trakcie sezonu 1994/1995 został stamtąd wypożyczony do szwajcarskiego FC St. Gallen. Po sezonie został natomiast zawodnikiem klubu 1. FC Nürnberg (2. Bundesliga). W sezonie 1995/1996 spadł z nim do Regionalligi, jednak w kolejnym awansował z powrotem do 2. Bundesligi.
W 1998 roku Knäbel przeszedł do szwajcarskiego FC Winterthur, gdzie w 2003 roku zakończył karierę.
W Bundeslidze rozegrał 108 spotkań i zdobył 7 bramek.

## Kariera szkoleniowa
Knäbel karierę szkoleniową rozpoczął jako trener juniorów 1. FC Nürnberg. W latach 1998–2000 pełnił funkcję grającego trenera w szwajcarskim FC Winterthur. W tym czasie, w sezonie 1998/1999 awansował z nim z trzeciej ligi do drugiej. W marcu 2015 został tymczasowym trenerem Hamburgera SV, grającego w Bundeslidze w miejsce zwolnionego Josefa Zinnbauera. Poprowadził go w dwóch ligowych spotkaniach: 4 kwietnia przeciwko Bayerowi 04 Leverkusen (0:4) oraz 11 kwietnia przeciwko VfL Wolfsburg (0:2). Następnie został zastąpiony na stanowisku szkoleniowca przez Bruno Labbadię.